# Hongaars voetbalkampioenschap 2018/19
In 2018/19 werd het 120ste seizoen van de Nemzeti Bajnokság gespeeld, de hoogste Hongaarse voetbalcompetitie. De competitie werd gespeeld van 21 juli 2018 tot 19 mei 2019. 

## Veranderingen
Balmazújvárosi en Vasas degradeerden eind vorig seizoen en werden vervangen door de kampioen van de Nemzeti Bajnokság II, MTK en de vicekampioen Kisvárda. 
Landskampioen Videoton wijzigde voor dit seizoen de naam in MOL Vidi FC. 

## Eindstand
| Plaats | Club                 | Wed. | W  | G  | V  | Saldo | Ptn. |
| ------ | -------------------- | ---- | -- | -- | -- | ----- | ---- |
| 1.     | Ferencvárosi TC      | 33   | 23 | 5  | 5  | 72:27 | 74   |
| 2.     | MOL Vidi FC          | 33   | 18 | 7  | 8  | 53:37 | 61   |
| 3.     | Debreceni VSC        | 33   | 14 | 9  | 10 | 44:39 | 51   |
| 4.     | Honvéd Boedapest     | 33   | 13 | 10 | 10 | 46:38 | 49   |
| 5.     | Újpest FC            | 33   | 12 | 12 | 9  | 38:28 | 48   |
| 6.     | Mezőkövesd-Zsóry SE  | 33   | 12 | 8  | 13 | 45:40 | 44   |
| 7.     | Puskás Akadémia FC   | 33   | 11 | 7  | 15 | 36:45 | 40   |
| 8.     | Paksi SE             | 33   | 9  | 12 | 12 | 33:46 | 39   |
| 9.     | Kisvárda FC          | 33   | 10 | 8  | 15 | 36:48 | 38   |
| 10.    | Diósgyőri VTK        | 33   | 10 | 8  | 15 | 36:57 | 38   |
| 11.    | MTK Boedapest FC     | 33   | 10 | 4  | 19 | 42:56 | 34   |
| 12.    | Szombathelyi Haladás | 33   | 8  | 6  | 19 | 31:51 | 30   |

|  | Kampioen, geplaatst voor eerste kwalificatieronde Champions League 2019/20 |
|  | Geplaatst voor de eerste kwalificatieronde Europa League 2019/20           |
|  | Degradatie naar Nemzeti Bajnokság II                                       |

## Topschutters
| Positie | Speler           | Club             | Goals |
| ------- | ---------------- | ---------------- | ----- |
| 1.      | Davide Lanzafame | Ferenváros       | 16    |
| 1.      | Filip Holender   | Honvéd Boedapest | 16    |
| 3.      | Josip Knežević   | Puskás Akadémia  | 12    |
| 3.      | Roland Varga     | Ferenváros       | 12    |
| 5.      | Stefan Dražić    | Mezőkövesd       | 11    |
| 6.      | Marko Šćepović   | MOL Vidi FC      | 10    |

## Kampioen
| Nemzeti Bajnokság 2018/19        |
| Hongarije                        |
| -------------------------------- |
| FERENCVÁROS Kampioen (30° titel) |